# Krasnaje Woziera
Krasnaje Woziera (biał. Краснае Возера; ros. Красное Озеро, Krasnoje Oziero) – wieś na Białorusi, w obwodzie mińskim, w rejonie soligorskim, w sielsowiecie Damanawiczy. W 2009 roku liczyła 76 mieszkańców.